# Майк Аткінсон
Майкл Томас Аткінсон (англ. Michael Thomas Atkinson; нар. 22 грудня 1994, Йорк, Англія) — бельзький та англійський футболіст, захисник / півзахисник клубу «Норз Лейг» з Дивізіону Один «Центр» Південної футбольної ліги та збірної Белізу.

## Ранні роки
Народився в місті Йорк, Північний Йоркшир, відвідував Школу імені Архієпископа Голгейта.

## Клубна кар'єра

### «Йорк Сіті»
Виступав за «Йорк Скулбойз», після чого потрапив до молодіжної академії «Йорк Сіті». У березні 20134 року відправився в оренду до представника Дивізіону один «Північ» Північної Прем'єр-ліги «Фарслі». Дебютував у новій команді 30 березня того ж року, вийовши на поле в стартовому складі переможного (2:1) виїзного поєдинку проти «Ремсботтом Юнайтед». До завершення оренди зіграв за команду два поєдинки.
У червні 2013 року підписав 1-річний професіональний контракт з «Йорк Сіті». Свій перший та єдиний матч на лаві запасних команди провів 17 серпня 2013 року в нічийному (0:0) домашньому поєдинку проти «Гартлпул Юнайтед». У вересні 2013 року відправився в 1-місячну оренду до представника Другого дивізіону Північної Прем'єр-ліги «Норзаллертон Тоун». За команду зіграв один матч 28 вересня 2013 року, вийшовши у стартовому складі в програному (2:4) поєдинку проти «Честер-ле-Стріт Тоун», а головний тренер «Йорка» Найджел Вортінгтон виявив бажання віддати в оренду до клубу вищого дивізіону.

### «Скарборо Атлетік»
8 листопада 2013 року відправився у короткострокову оренду до клубу Першого дивізіону Північної Прем'єр-ліги «Скарборо Атлетік», а після отримання вільного агента від «Йорк Сіті», 19 грудня підписав повноцінний контракт зі «Скарборо Атлетік».

### «Селбі Тоун»
У січні 2014 року підписав контракт з ФК «Селбі Тоун» з десятого дивізіону чемпіонату Англії. Потім перервав свою футбольну кар'єру та вирішив піти в армію, вступивши до Королівських ВПС. Виступав за армійську футбольну команду.

### «Оксфорд Сіті»
У липні 2018 року, після вдалого перегляду, підписав контракт з клубом Національної ліги Південь «Оксфорд Сіті».

### «Норз Лейг»
У грудні 2019 року приєднався до «Норз Лейг» з восьмої ліги.

## Кар'єра в збірній
Аткінсон отримав право представляти Беліз на міжнародному рівні завдяки своїй матері й отримав свій перший виклик до національної збірної Белізу для участі Кубку Центральної Америки 2017 року. Дебютував за збірну 15 січня 2017 року на 59-й хвилині програного (0:3) поєдинку проти Коста-Рики. Вперше у стартовому складі збірної зіграв два дні по тому, в програному (1:3) поєдинку проти Сальвадору, в якому Майка замінили на 47-й хвилині. На Центральноамериканському кубку 2017 року зіграв 2 матчі, а Беліз посів останнє місце на турнірі.

## Стиль гри
Зазвичай грає на позиції правого захисника або півзахисника.

## Статистика виступів

### Клубна
Станом на 27 серпня 2018
| Клуб                         | Сезон        | Ліга                                 | Ліга  | Ліга | Національний кубок | Національний кубок | Кубок ліги | Кубок ліги | Інші  | Інші | Загалом | Загалом |
| Клуб                         | Сезон        | Дивізіон                             | Матчі | Голи | Матчі              | Голи               | Матчі      | Голи       | Матчі | Голи | Матчі   | Голи    |
| ---------------------------- | ------------ | ------------------------------------ | ----- | ---- | ------------------ | ------------------ | ---------- | ---------- | ----- | ---- | ------- | ------- |
| «Йорк Сіті»                  | 2012–13      | Друга ліга                           | 0     | 0    | 0                  | 0                  | 0          | 0          | 0     | 0    | 0       | 0       |
| «Йорк Сіті»                  | 2013–14      | Друга ліга                           | 0     | 0    | —                  | —                  | 0          | 0          | —     | —    | 0       | 0       |
| «Йорк Сіті»                  | Загалом      | Загалом                              | 0     | 0    | 0                  | 0                  | 0          | 0          | 0     | 0    | 0       | 0       |
| «Фарслі» (оренда)            | 2012–13      | Перший дивізіон «Північ» ПНЛ         | 2     | 0    | —                  | —                  | —          | —          | —     | —    | 2       | 0       |
| «Норзаллертон Тоун» (оренда) | 2013–14      | Дивізіон Один Північної Прем'єр-ліга | 1     | 0    | —                  | —                  | —          | —          | —     | —    | 1       | 0       |
| «Оксфорд Сіті»               | 2018–19      | Національна ліга Південь             | 2     | 0    | 0                  | 0                  | —          | —          | 0     | 0    | 2       | 0       |
| Career total                 | Career total | Career total                         | 5     | 0    | 0                  | 0                  | 0          | 0          | 0     | 0    | 5       | 0       |

### У збірній
Станом на 14 жовтня 2018
| Національна збірна | Рік     | Матчі | Голи |
| ------------------ | ------- | ----- | ---- |
| Беліз              | 2017    | 2     | 0    |
| Беліз              | 2018    | 3     | 0    |
| Загалом            | Загалом | 5     | 0    |